# Sainte-Hélène-de-Kamouraska
Pour les articles homonymes, voir Sainte-Hélène.

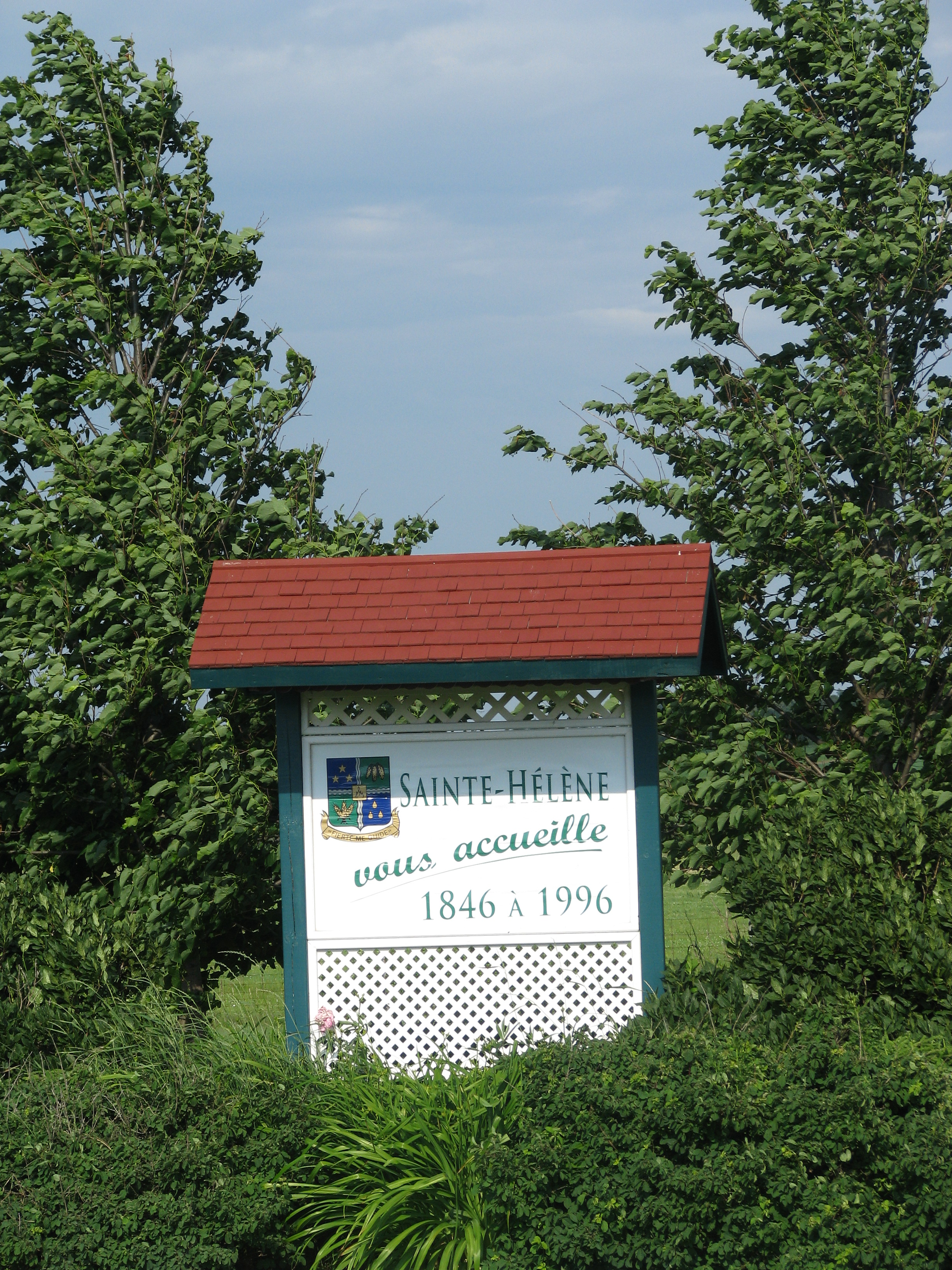
Entrée du village

Sainte-Hélène-de-Kamouraska est une municipalité du Québec située dans la municipalité régionale de comté de Kamouraska dans le Bas-Saint-Laurent, à une dizaine de kilomètres à l'est de la municipalité de Kamouraska.
Sainte-Hélène-de-Kamouraska est renommée pour son industrie laitière très florissante et la fabrication de monuments funéraires. Paroisse de l'intérieur, le noyau du village, longtemps connu sous le nom de Sainte-Hélène-Station, a été établi à proximité du chemin de fer.

## Toponymie
La paroisse est nommée en hommage à sainte Hélène, mère de Constantin le Grand. Le bureau de poste était connu sous la dénomination Sainte-Hélène depuis 1854, avant de prendre celle de Sainte-Hélène-de-Kamouraska, en 1876. 

## Histoire

### XIXesiècle

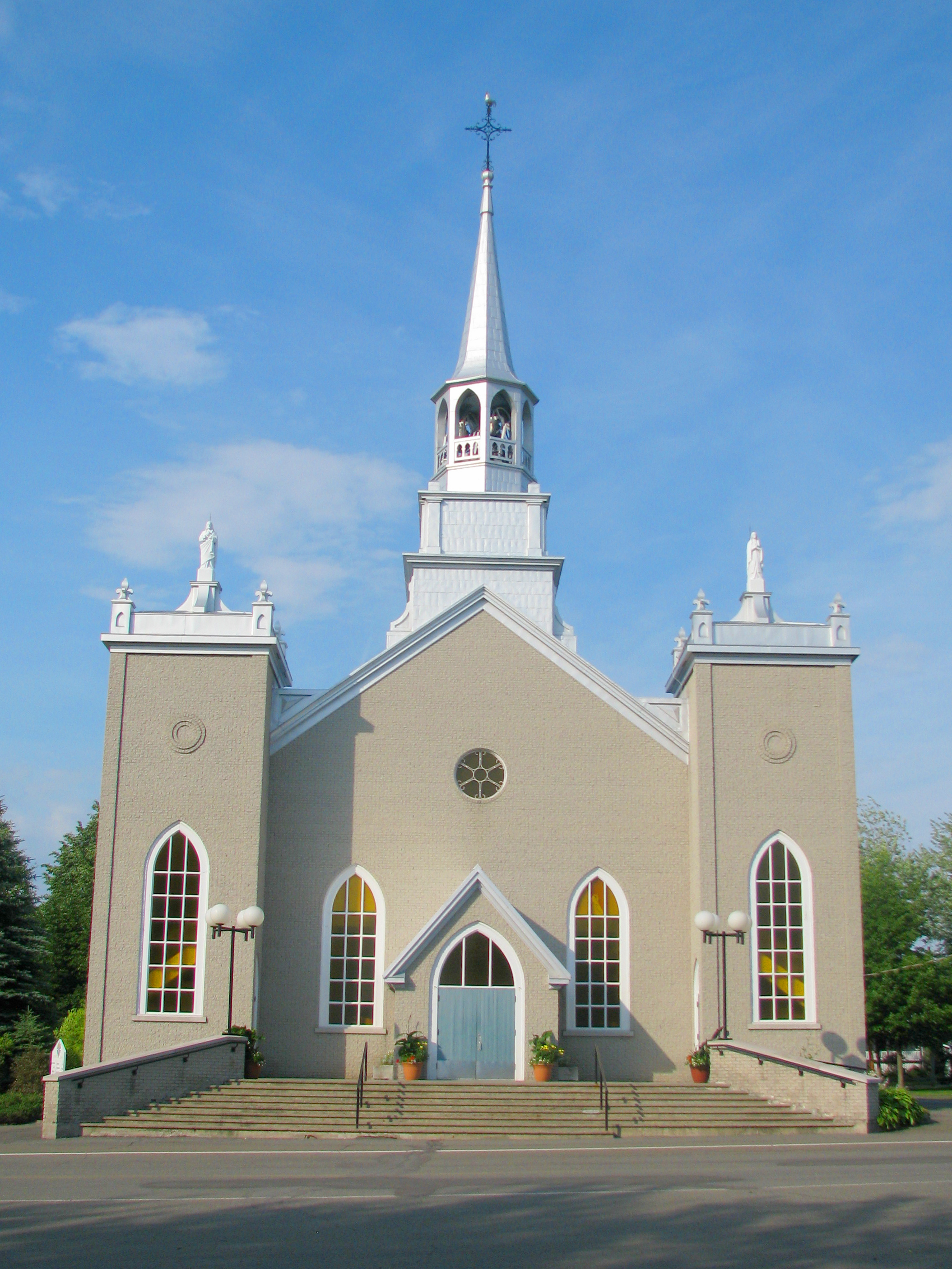
L'église de Sainte-Hélène.

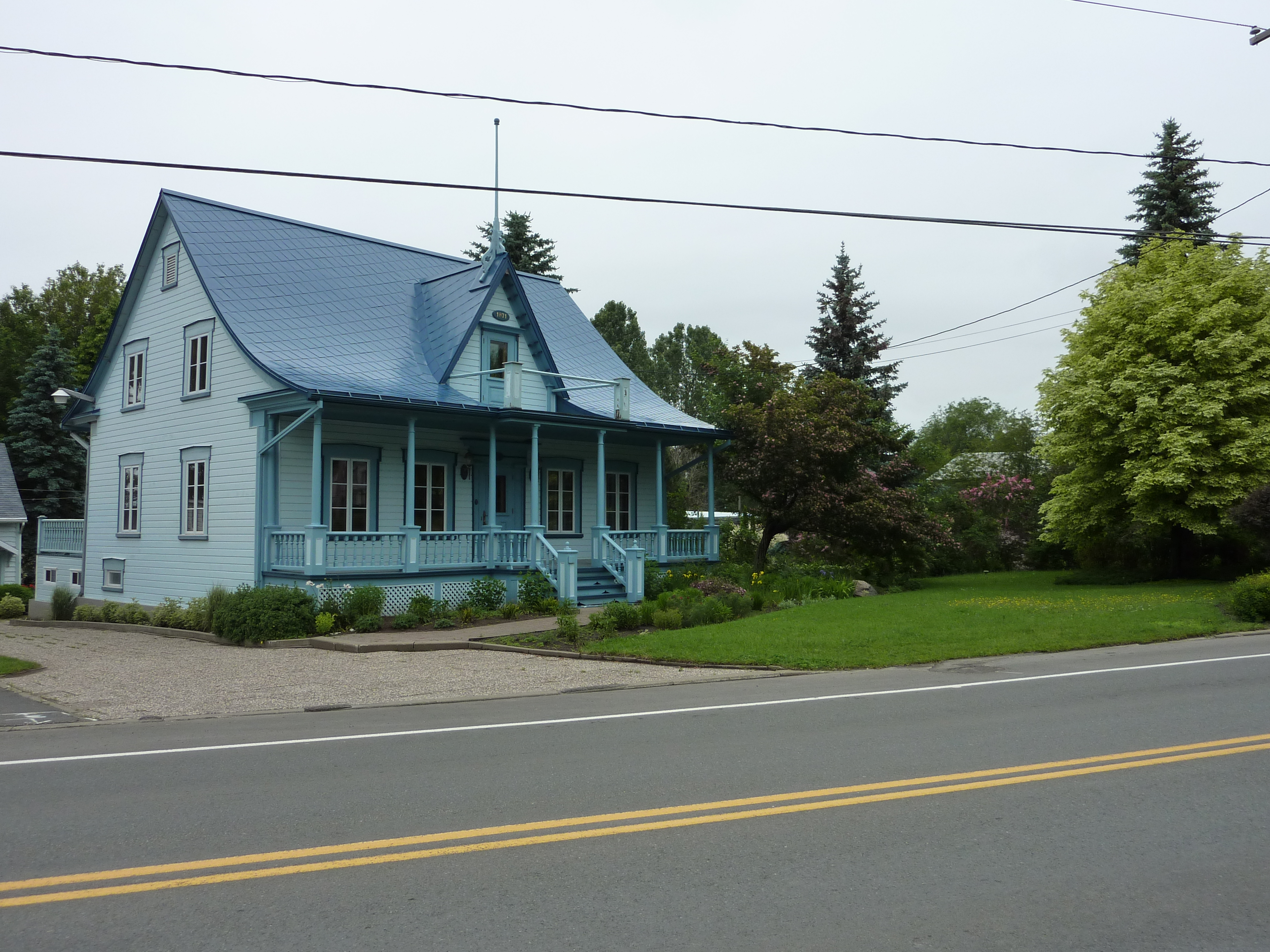
Une maison ancestrale.

Au début du XIXe siècle, les premiers colons de la future paroisse s'établissent dans le rang de la Pinière. On nomma longtemps cet endroit la « colonie de St-Roch » puisque de nombreux colons y vivant provenaient de cette paroisse de la Côte-Sud. Puis, au milieu du XIXe siècle eut lieu la fondation de la paroisse de Sainte-Hélène, officiellement érigée en 1846, à la suite de la demande de paroissiens de Saint-André, Saint-Pascal et Kamouraska à Monseigneur Signay, Évêque de Québec. Son territoire fut constitué de parties d'étendues ressortissant à Saint-André, à Saint-Pascal et à Kamouraska et à même les seigneuries de l'Islet-du-Portage et de Grandville. L'année suivante, en 1847, Joseph Morin bâtit l'église de la nouvelle paroisse en bois de charpente, ce qui en fit probablement l'une des seules églises du Québec bâtit avec cette méthode. La municipalité, créée quant à elle en 1848, reprenait la dénomination paroissiale retenue pour honorer le souvenir de la fille du seigneur de Kamouraska en 1790, Pascal-Jacques Taché, Hélène. Par le fait même, on rendait hommage à sainte Hélène, mère de l'empereur Constantin le Grand.
Dès lors, la municipalité est déjà principalement agricole, pourtant on y trouva quelques moulins à scie et à farine. En 1871, Philomène Hamel, épouse du notaire Napoléon Michaud, est chef de gare à la station de Sainte-Hélène, à une époque où il était rare de voir une femme occuper un tel poste. Le bureau de poste de l'endroit était connu sous le nom de Sainte-Hélène avant de le voir changer en 1876 pour devenir Sainte-Hélène-de-Kamouraska.

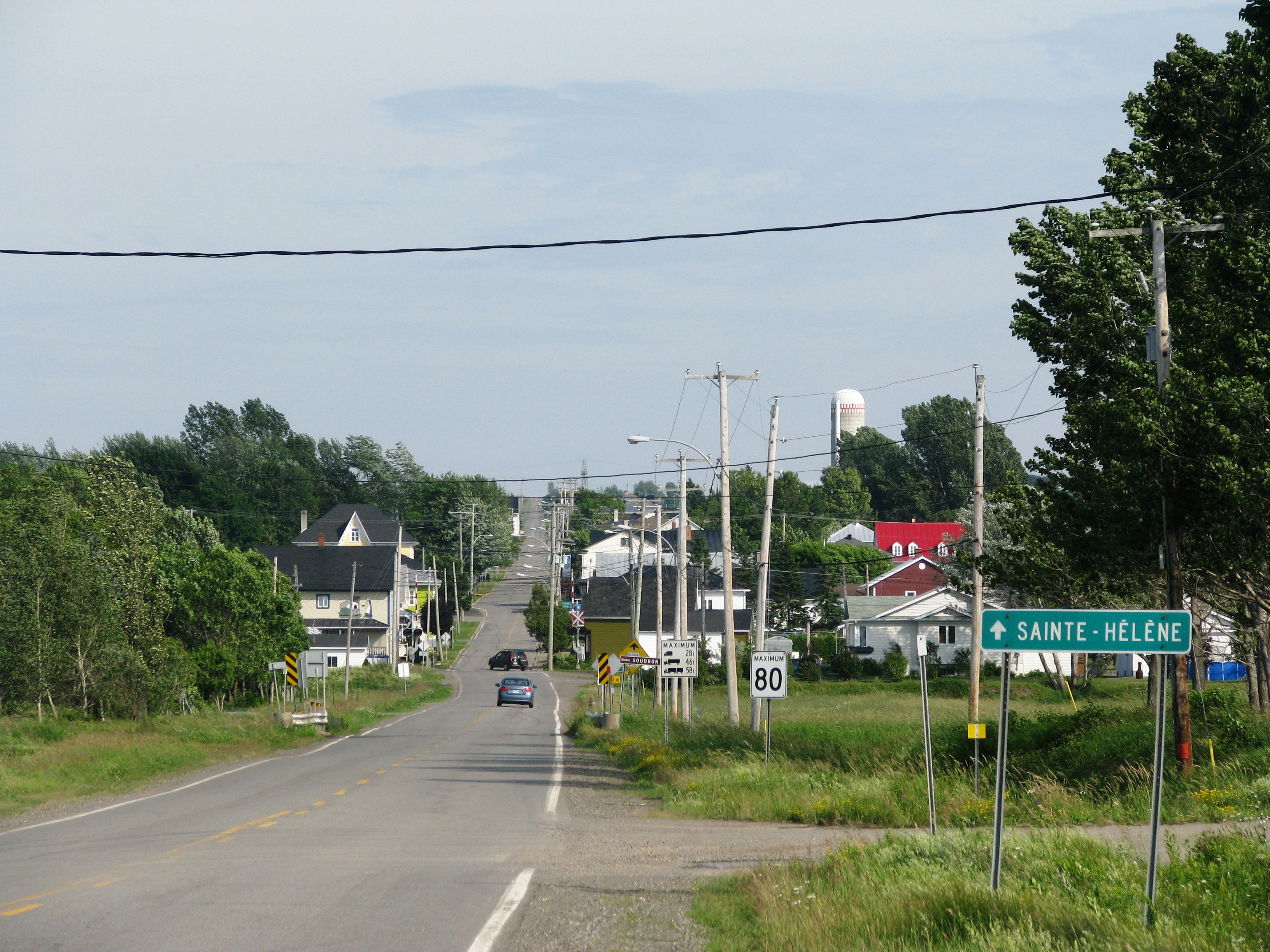
Rue de l'Église, en entrant dans le village

### XXesiècle
En 1923, Jean-Baptiste Landry devient un des premiers concessionnaires du Kamouraska en ouvrant le premier garage de Sainte-Hélène, où il vend des modèles de marque Ford, De Soto, Studebaker et autres. En 1926, Elzéar Beaulieu, tailleur de pierre, produit des monuments funéraires, entreprise qui existe encore aujourd'hui, grâce à la succession de ses fils.
Sainte-Hélène a fêté son 150e anniversaire en 1996. L'année suivante, la municipalité a gagné le 1er prix provincial au concours de Villes et Villages fleuris et un Iris de bronze. En 2002, la maison Ouellet devient monument historique de la municipalité et on la restaure, après plus de 40 ans d'abandon. Le presbytère à quant à lui était sauvé de la démolition en étant vendu en 2005, année où l'on fit de la Place de l'église un site du patrimoine municipal.

### XXIesiècle
Le 10 octobre 2003, un train déraille à l'entrée du village, obligeant l'évacuation temporaire 200 personnes. Il n'y aura pas de dommages importants. Le 13 septembre 2014, la municipalité de Sainte-Hélène change son nom pour celui de municipalité de Sainte-Hélène-de-Kamouraska. Le 20 novembre 2015, un nouveau Centre des loisirs est inauguré.

## Héraldique
| Fierté Me Guide |
| --------------- |

| L'écu de Sainte-Hélène-de-Kamouraska se blasonne ainsi : Écartelé d’azur et de sinople, à la fasce bretessée et à un pal-ondé d’argent, chargés d’un filet de sable, brochant sur l’écartelé, cantonné au 1, à trois étoiles mal-ordonnées, au 2, à trois cônes de pins, au 3, à trois épis de blé liés, au 4, à trois gouttes mal-ordonnées, le tout d’or ; un écusson d’or à une flamme de gueules brochant sur le tout.Sainte-Hélène-de-Kamouraska possède des armoiries dont l'origine et le blasonnement exact ne sont pas disponibles. Son emblème est la pivoine. |

## Géographie
Il y a 10 000 ans, à la fin de la dernière glaciation, l'Amérique du Nord était recouverte d'une épaisse calotte polaire pendant. Les glaciers broyèrent tout sur leur passage, creusant des vallées et déposant pêle-mêle des matériaux de toutes dimensions. Un réchauffement graduel fit fondre la nappe de glace qui recouvrait le territoire. Le continent s'étant affaissé sous le poids du glacier, les eaux salées de l'Atlantique envahirent toute la vallée du Saint-Laurent pour former la Mer de Champlain. Tranquillement, le retrait de ces eaux a formé le fleuve Saint-Laurent ainsi qu'une vallée très fertile. Le village est établi dans les Monts Notre-Dame, un massif des Appalaches.

## Hydrologie
La rivière Goudron traverse le nord de la municipalité vers le sud-ouest.
À partir de son crénon, au sud du village, la rivière Fouquette coule vers le nord-est.
La rivière Pivard traverse le centre-sud vers le nord-est jusqu'à sa confluence avec la rivière du Loup qui coule dans le sud de la municipalité vers le nord-est puis, après une brève incursion dans Saint-Joseph-de-Kamouraska, en délimite le centre-est.
La rivière aux Loutres traverse le sud-est jusqu'à sa confluence avec la rivière du Loup.

## Démographie
| 1861  | 1871  | 1881  | 1891  | 1901  | 1911  | 1921  | 1931  |
| ----- | ----- | ----- | ----- | ----- | ----- | ----- | ----- |
| 1 270 | 1 399 | 1 579 | 1 518 | 1 286 | 1 370 | 1 479 | 1 390 |

| 1941  | 1951  | 1956  | 1961  | 1966  | 1971  | 1976  | 1981  |
| ----- | ----- | ----- | ----- | ----- | ----- | ----- | ----- |
| 1 345 | 1 509 | 1 534 | 1 461 | 1 405 | 1 354 | 1 232 | 1 141 |

| 1986  | 1991 | 1996 | 2001 | 2006 | 2011 | 2016 | 2021 |
| ----- | ---- | ---- | ---- | ---- | ---- | ---- | ---- |
| 1 065 | 941  | 933  | 946  | 897  | 911  | 918  | 891  |

## Administration
Le mairesse actuelle de Sainte-Hélène-de-Kamouraska est Nathalie Picard, élue en 2021.
| Composition actuelle du conseil municipal |             |
| Mairesse                                  | Conseillers |
| vacant                                    |             |
| Joël Landry                               |             |
| Paul Thériault                            |             |
| Claude Lévesque                           |             |
| Steeve Santerre                           |             |
| Annie Levasseur                           |             |

| Sainte-Hélène-de-Kamouraska Maires depuis 2013                                                                        |                    |                     |          |
| Élection | Maire              | Qualité             | Résultat |
| 2009 | Dominic St-Pierre  |                     | Voir     |
| 2013 | Louise Émond       |                     | Voir     |
| 2017 | Louise Émond       | Voir                |          |
| 2021 | Aucune candidature |                     | Voir     |
| déc. 2021 | Nathalie Picard    |                     | Voir     |
| janv. 2024 | Annie Levasseur    | Mairesse suppléante | Voir     |
| Élection partielle en italique Depuis 2005, les élections sont simultanées dans toutes les municipalités québécoises. |                    |                     |          |

## Attraits et festivités

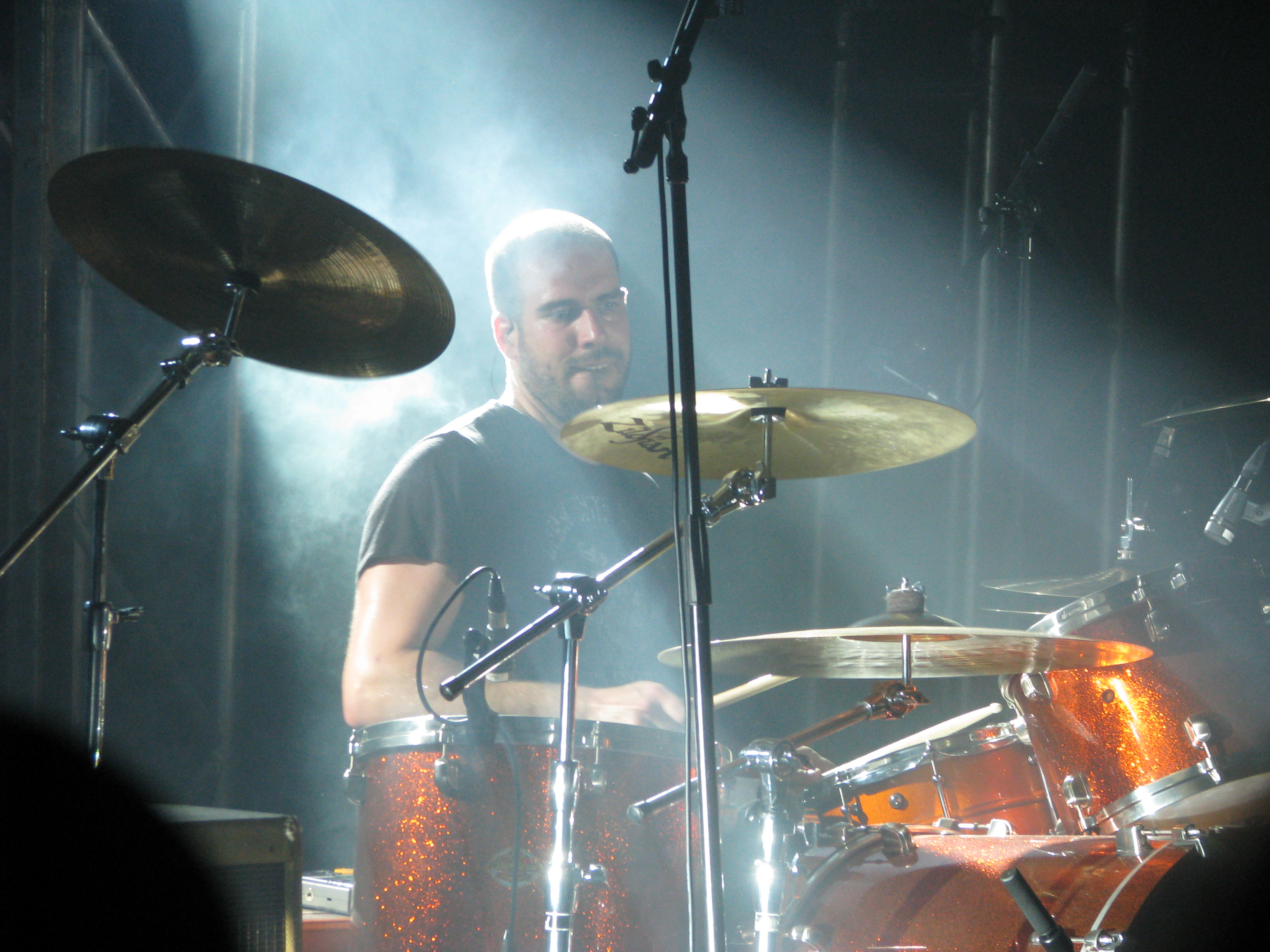
Le batteur Yanick Blanchette du groupe Kaïn durant l'édition 2008 du festival.

### Le Festival du Poulet
Le Festival du Poulet est un événement annuel attirant plus de quelques milliers de personnes à chaque édition. Cette festivité est bien connue pour son traditionnel repas au poulet d'où son nom, mais aussi pour de nombreuses activités que la municipalité organise. Par exemple, en 2007, ce festival a accueilli le groupe Les Respectables, en 2008, le groupe Kaïn et en 2011, Jonathan Painchaud.

### Les fêtes du 175e
Le 175e anniversaire de la municipalité s'est déroulé du 14 au 17 juillet 2022, à l'initiative d'un comité citoyen. 

### Sainte-Hélène-de-Kamouraska possède...
- Le premier prix provincial au concours des villes et villages fleuris en 1997.
- Le tabernacle considéré le plus ancien au Canada, datant du XVIIe siècle. Il fut exposé aux musées de l'art à Vancouver et à Ottawa.
- Une importante collection de toiles d'Italie commandées dans les années 1860.
- Une statue de sainte Anne peinte à la plume selon une technique ancienne.

### Autres attraits

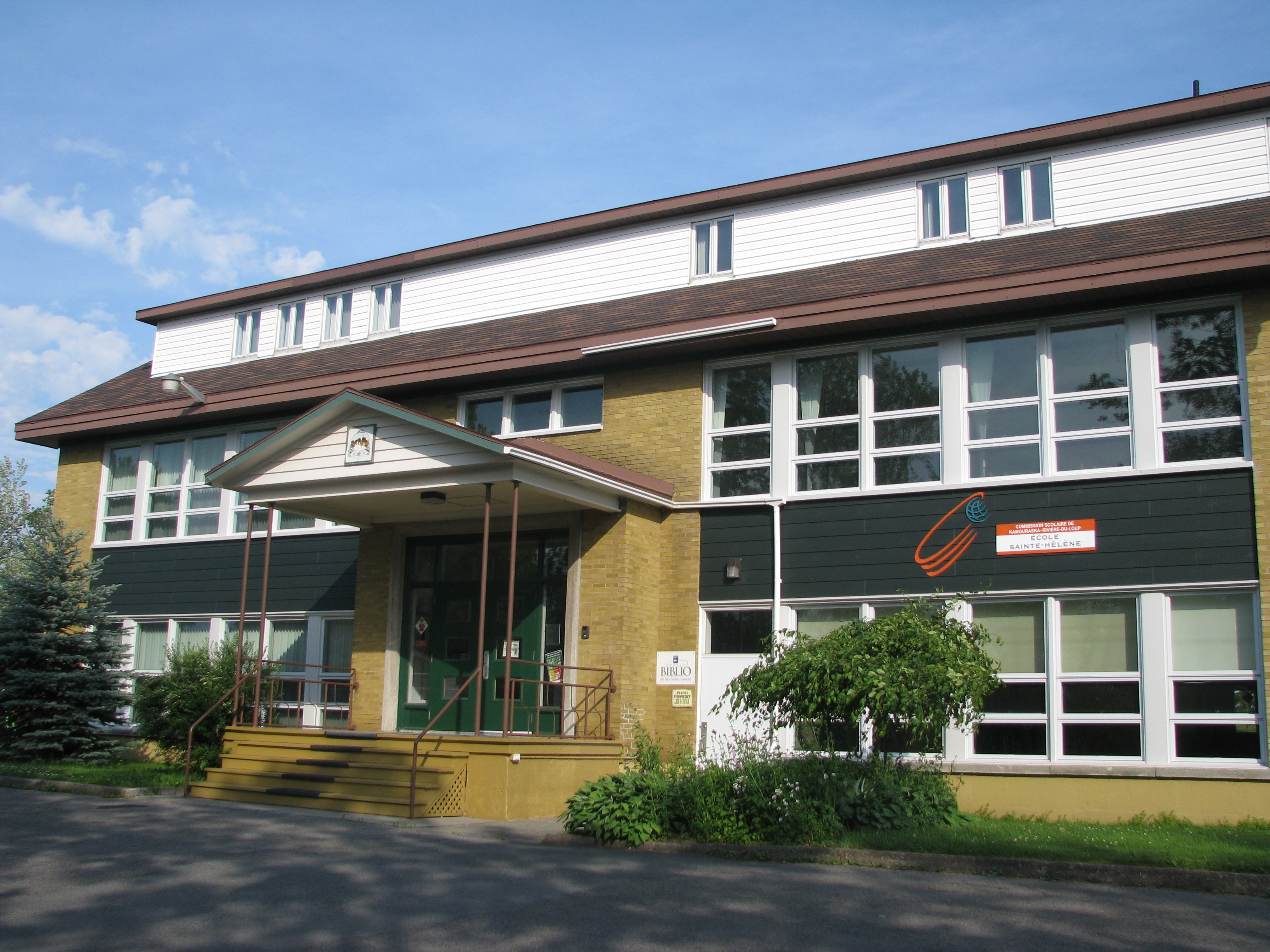
École primaire de Sainte-Hélène-de-Kamouraska

- Sainte-Hélène-de-Kamouraska est bien située géographiquement, à mi-chemin entre les villes de La Pocatière et Rivière-du-Loup, deux centres économiques régionaux, ce qui en fait un bon compromis pour les personnes partageant leurs activités professionnelles entre ces deux villes. Elle est de plus située à proximité des services et a un accès direct sur l'autoroute Jean-Lesage (Autoroute 20).

- Le village est reconnu pour sa tranquillité et ses airs charmants auxquels contribuent notamment les arbres présents en abondance.

- La municipalité dispose de services essentiels permettant une bonne qualité de vie à ses citoyens, dont un réseau d'aqueduc avec champ d'épuration, une école primaire, une église, une épicerie, un bureau de poste, une caisse populaire, une caserne de pompiers, une quincaillerie ainsi qu'une station d'essence.

- On y retrouve également une coopérative jeunesse et un Centre des Loisirs ouvert en saison estivale et hivernale. Ce dernier possède un terrain de volley-ball de plage, un terrain de balle-molle, une patinoire qui sert de terrain de tennis en été, ainsi qu'un monticule pour la glissade sur neige. L'accès y est gratuit pour tous. L'été un service de terrain de jeux payant est offert pour les jeunes de 6 à 12 ans.

- Pour les aînés, le Domaine des Pivoines dispose de logements à louer et ce à environ 100 m de la salle Adélard-Lapointe où se réunit le club de l'Âge d'Or.

### Principaux commerces
- Sainte-Hélène est un village avant tout résidentiel qui compte divers commerces de proximité pour les familles qui y vivent. On trouve ainsi une épicerie, un bureau de poste, et des salons de coiffure.
- La municipalité compte plusieurs producteurs agricoles (éleveurs, acériculteurs et agriculteurs) et ce, depuis sa fondation.
- Divers entrepreneurs généraux en construction, déneigement, excavation et autres y sont également installés.

## Personnalités
Sont nés à Sainte-Hélène-de-Kamouraska :
- Antoine Castonguay
- Alphonse Couturier
- Nérée Morin
- Champlain Charest

## Galerie

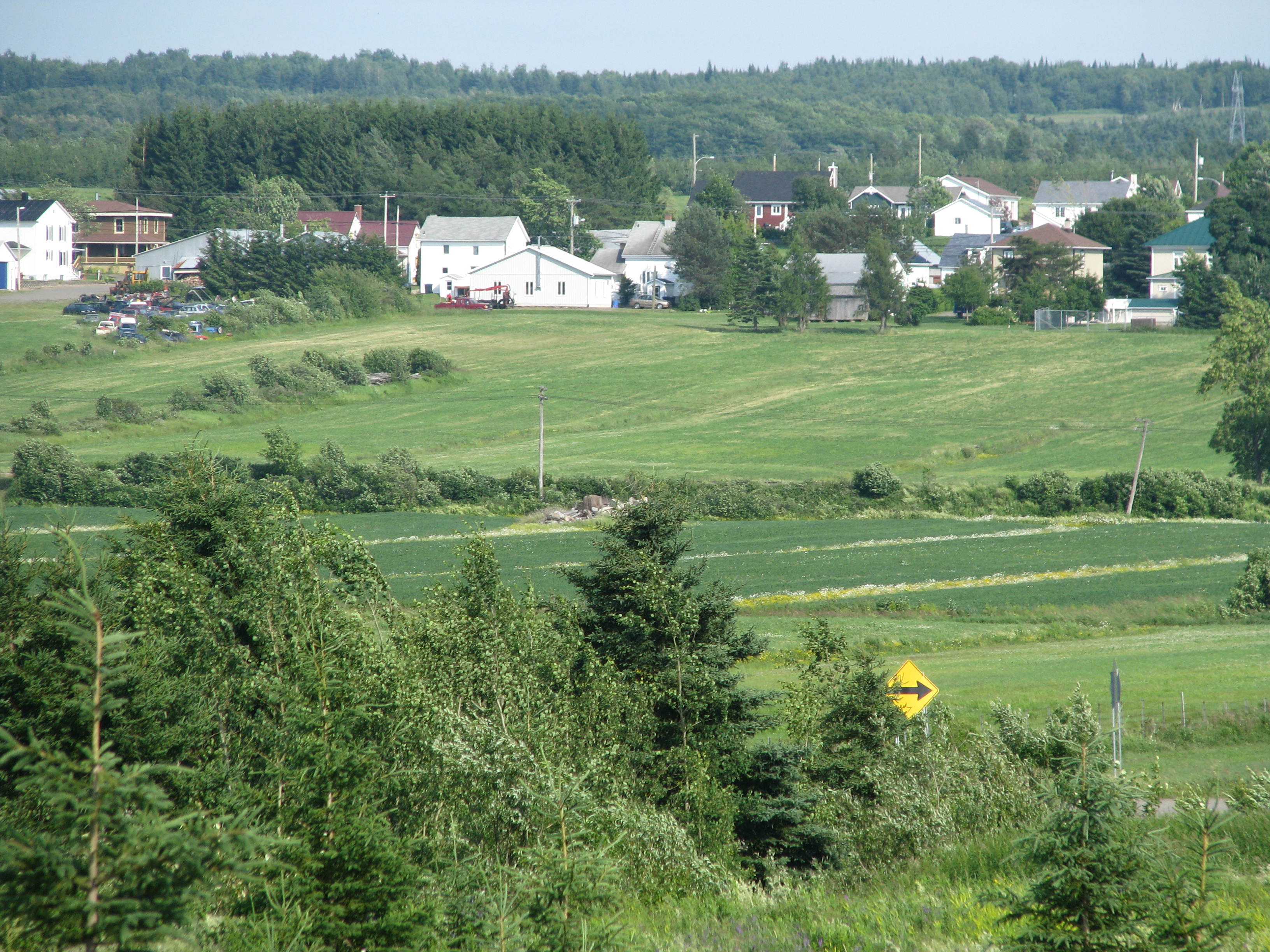
Champs à proximité de Sainte-Hélène-de-Kamouraska
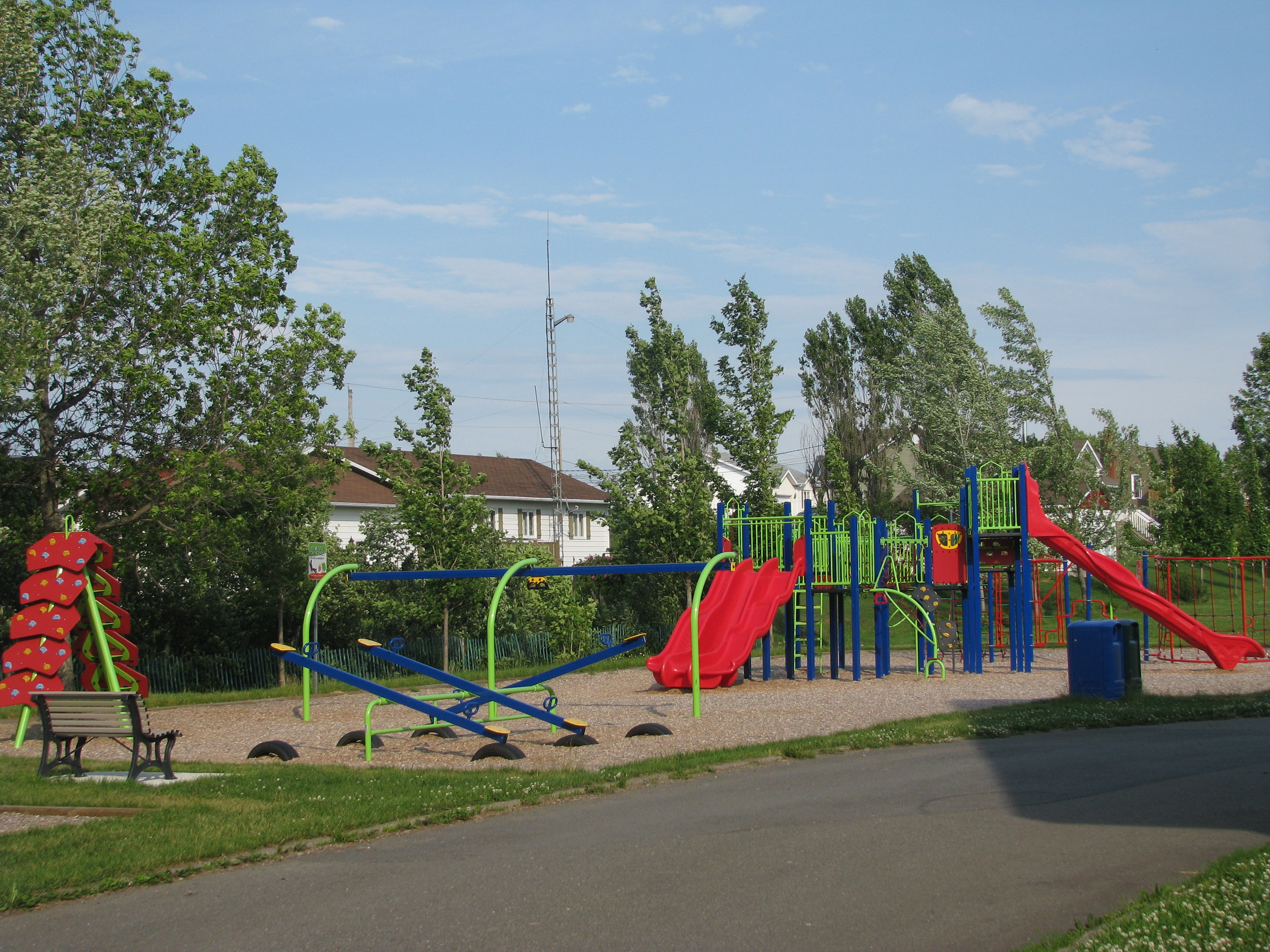
Une partie du parc de l'école primaire
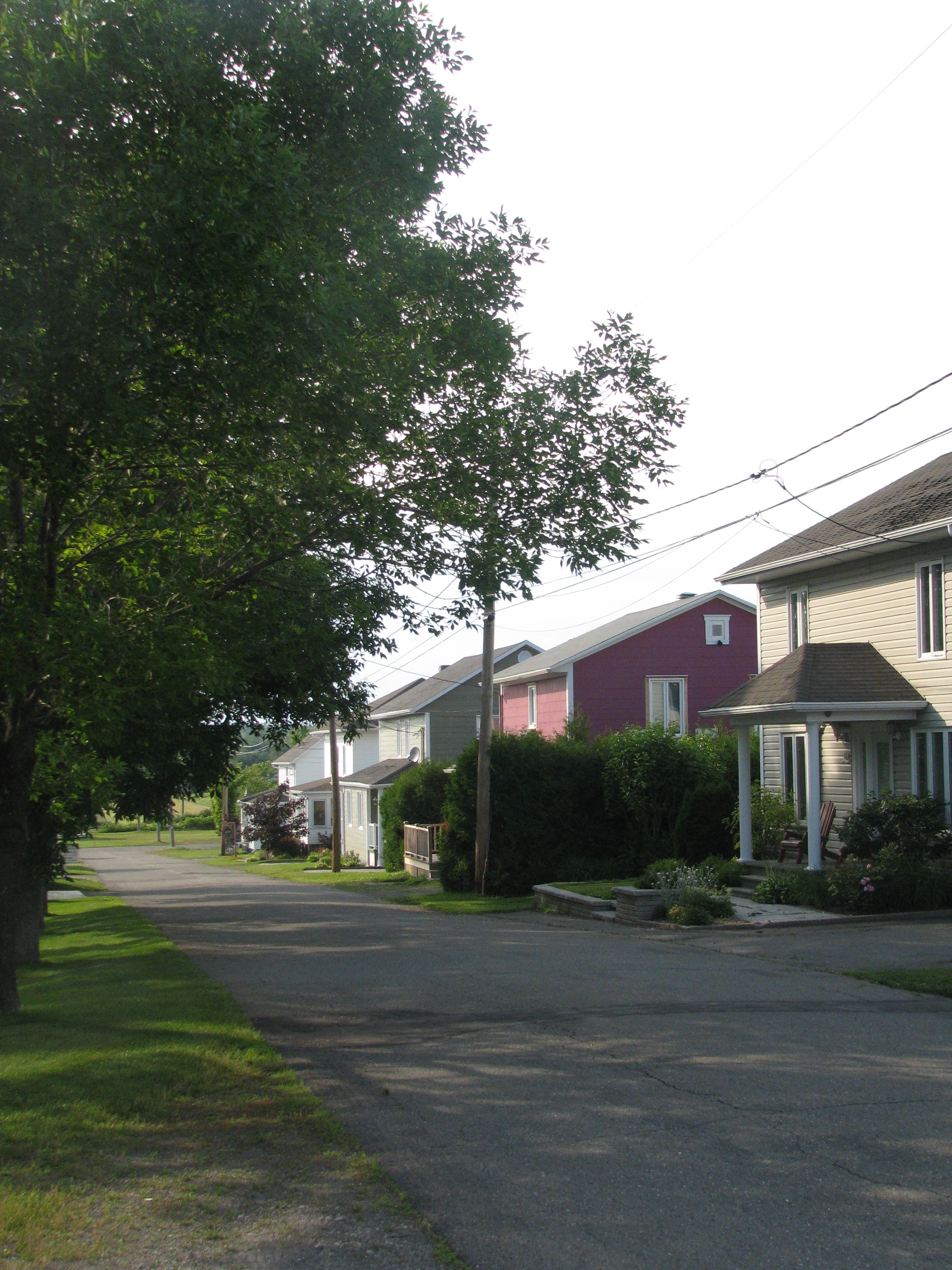
Une rue typique
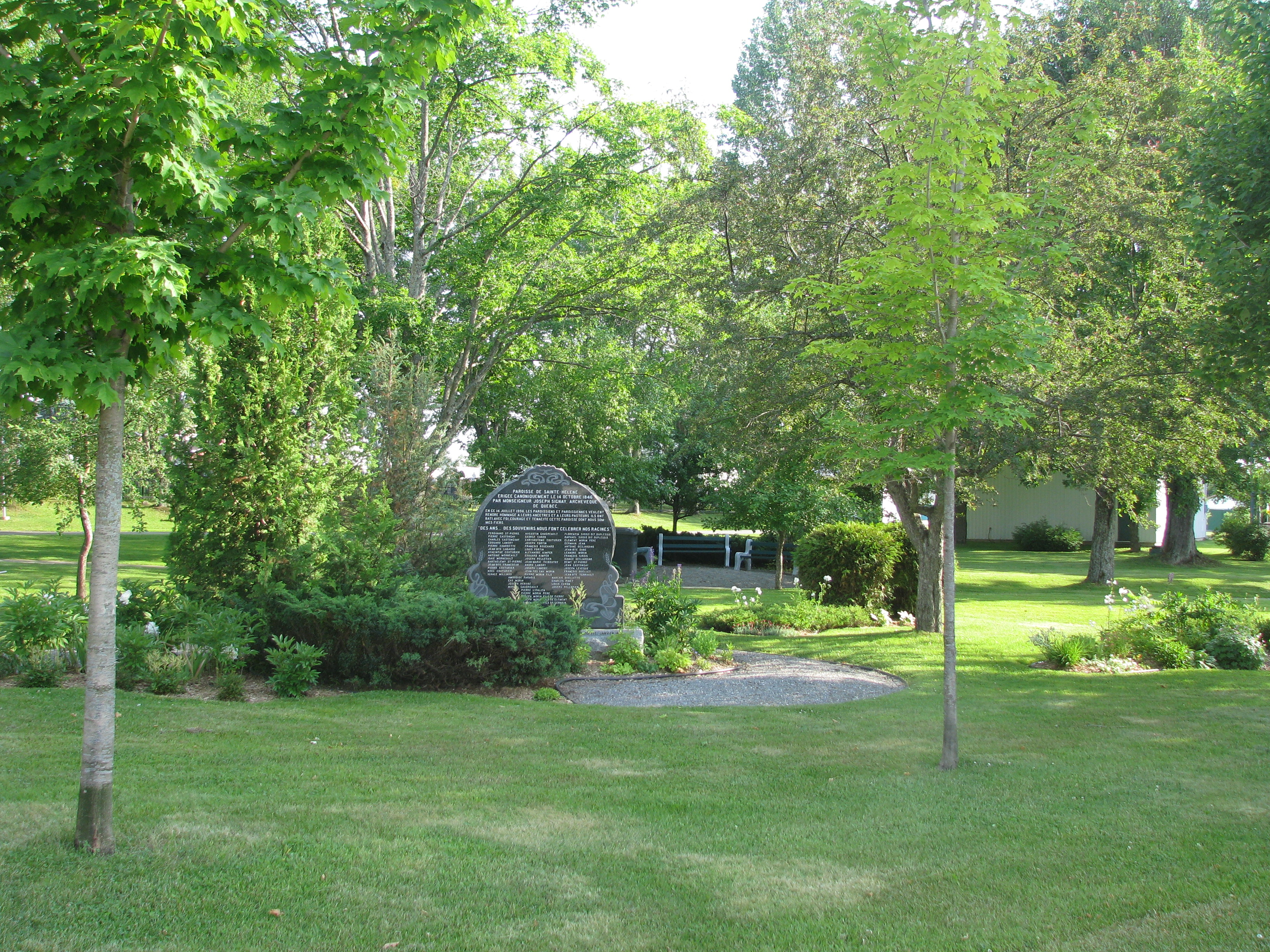
Petit parc
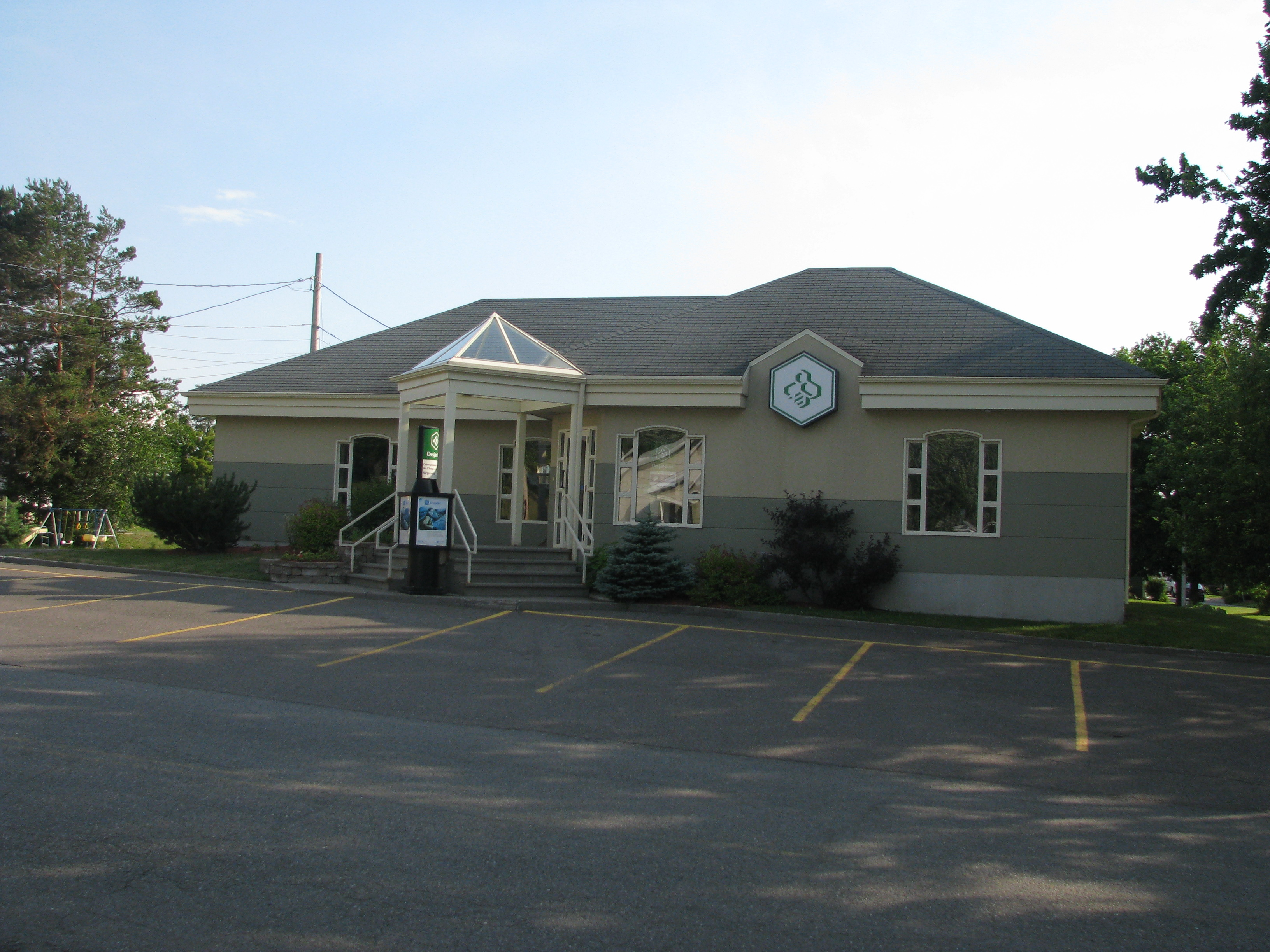
Caisse populaire
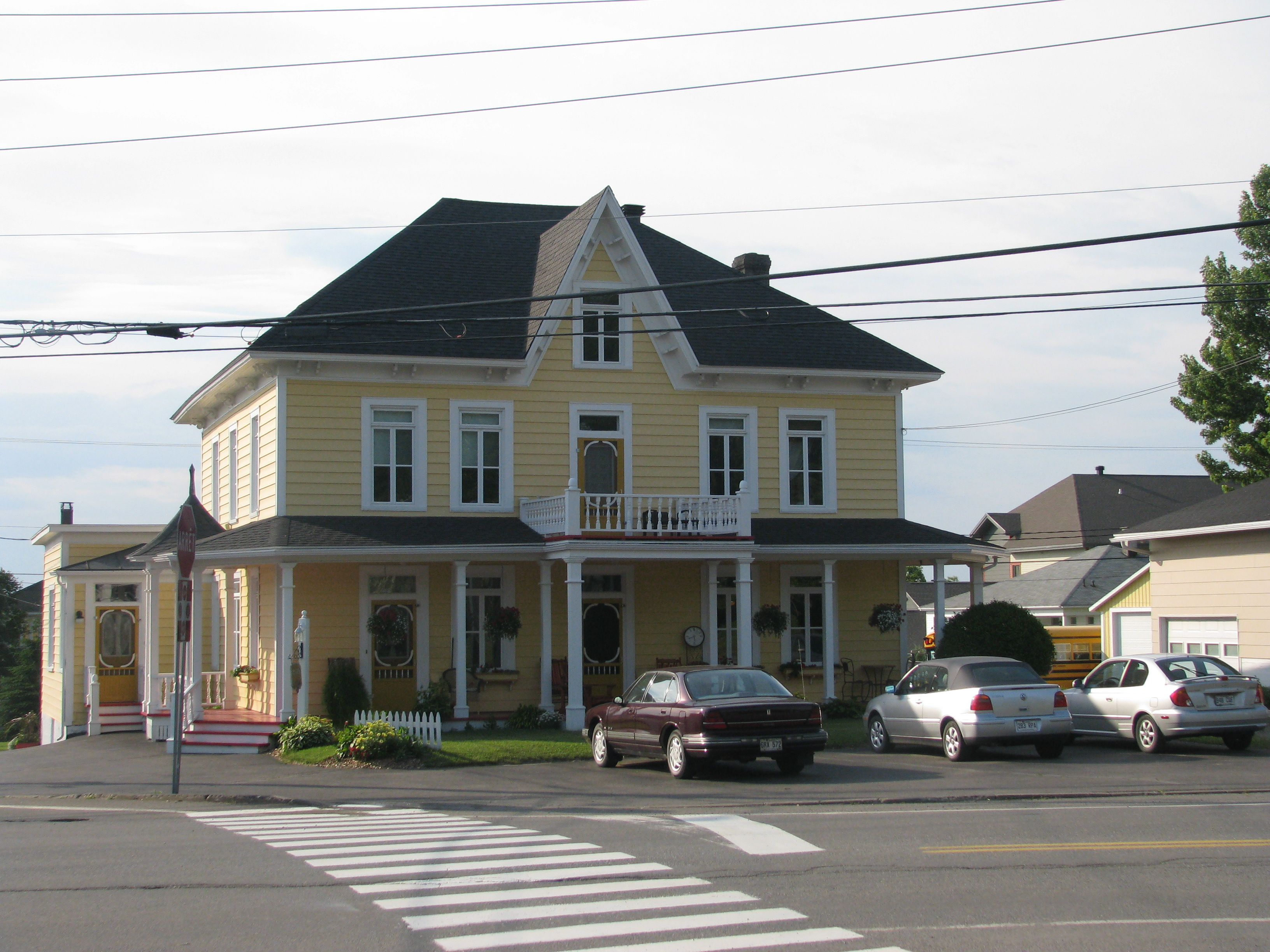
Maison située à l'intersection principale
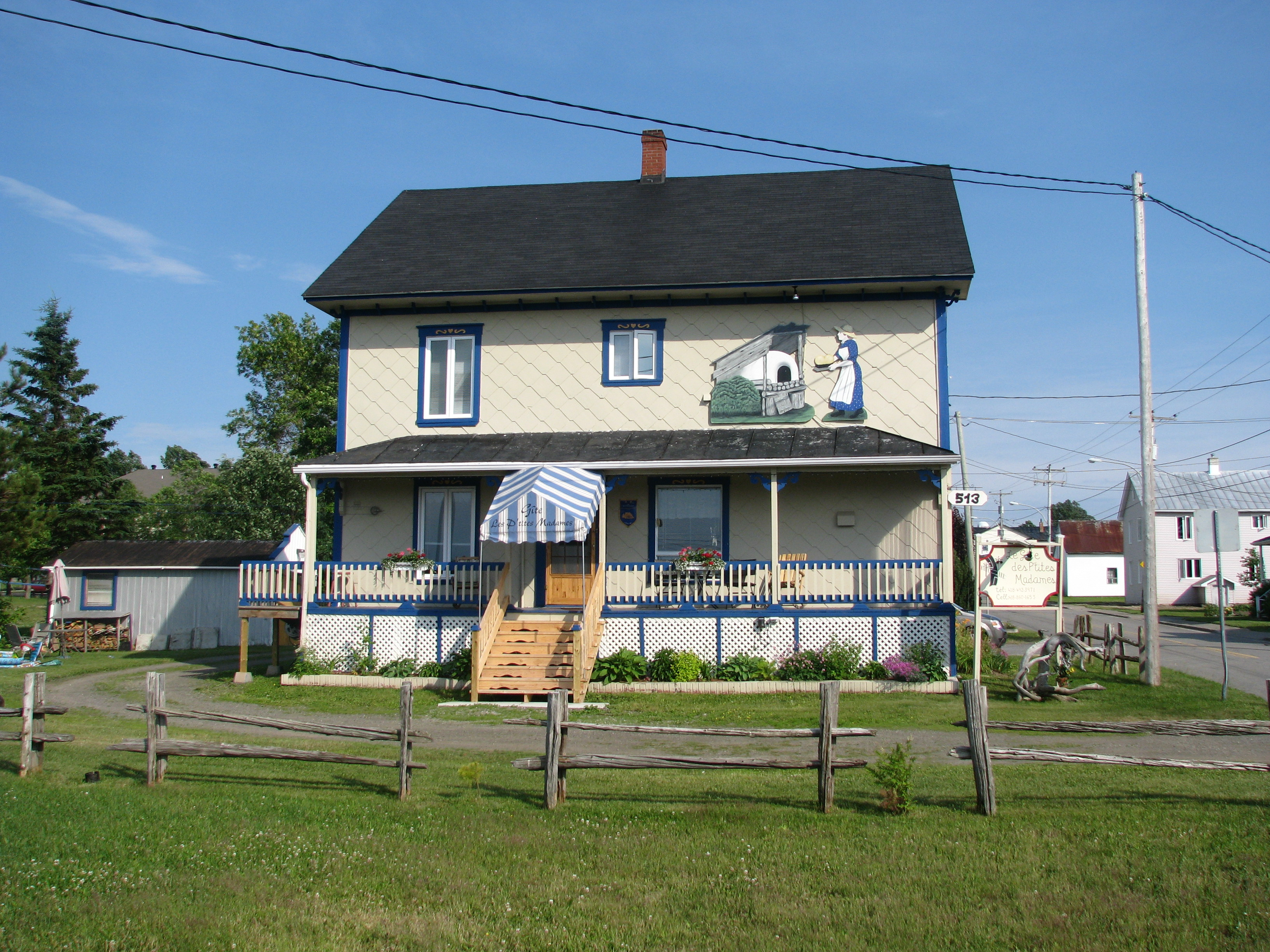
Gîte des P'tites Madames
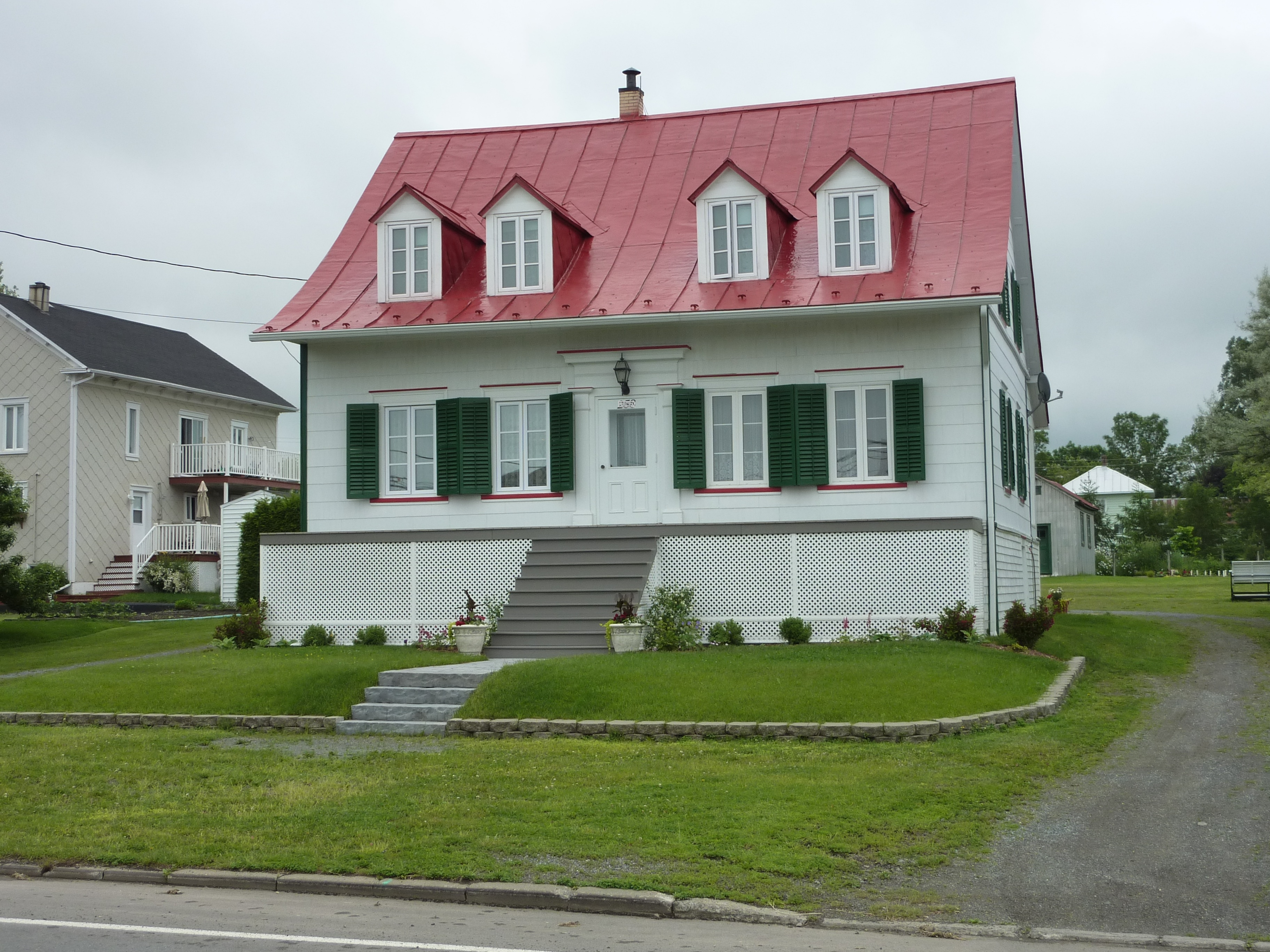
Résidence
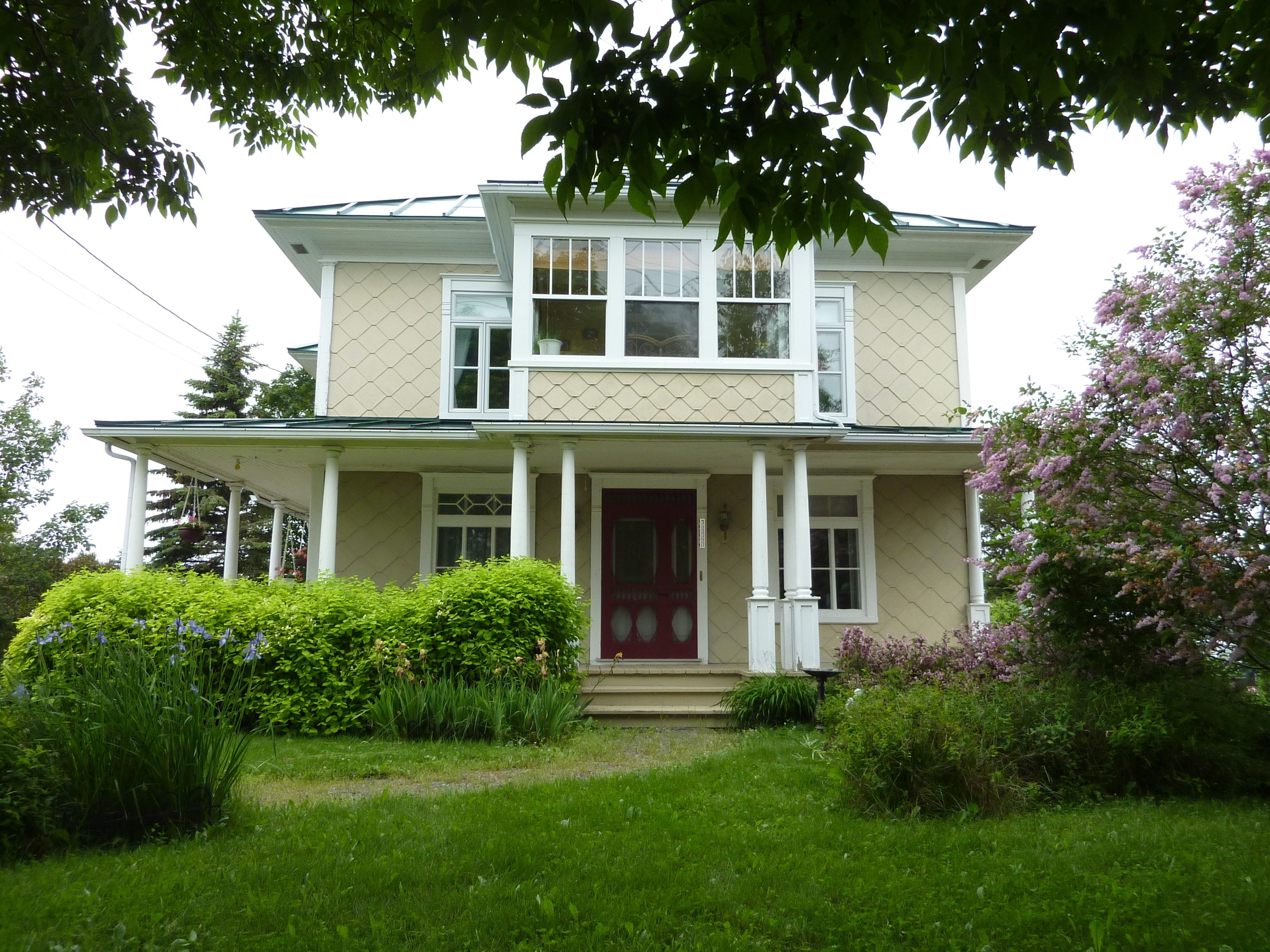
Résidence
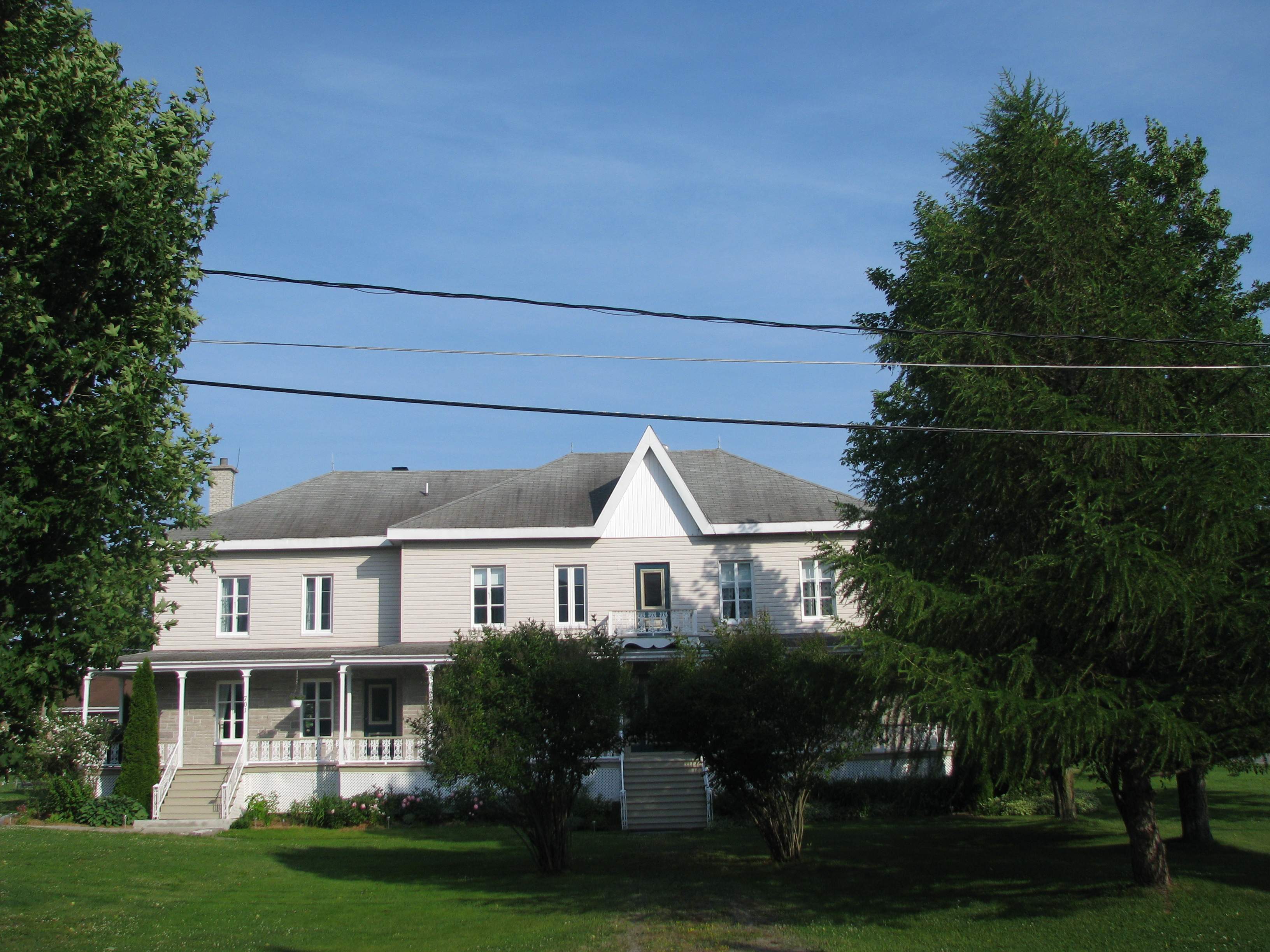
Ancien Presbytère